# زبان لیگوری (رومی)
زبان لیگوری-رومی زبانیست تاریخی که در اروپا حدود دومیلیون نفر بدان تکلم می‌کنند.

## پراکندگی جغرافیایی
این زبان در ایتالیا در مناطق جنوا و توسکان و نیز در فرانسه و موناکو رایج است. همچنین شماری از مردم شهر بوینوس آیرس در کشور آرژانتین لیگوری زبان می‌باشند. زبان لیگوری از شاخه زبانهای ایتالیایی شمالی از گروه زبانهای رومی می‌باشد.

## گویش‌ها
این زبان به نوبه خود به گویش‌های مختلفی تقسیم می‌شود. از مهمترین گویش‌های این زبان می‌توان به گویش مونگاسک در موناکو و گویش جنوایی در ایتالیا و نیز گویش‌های زبان بریگاسکی و زبان اینتملی اشاره کرد.